# Marc Mortier

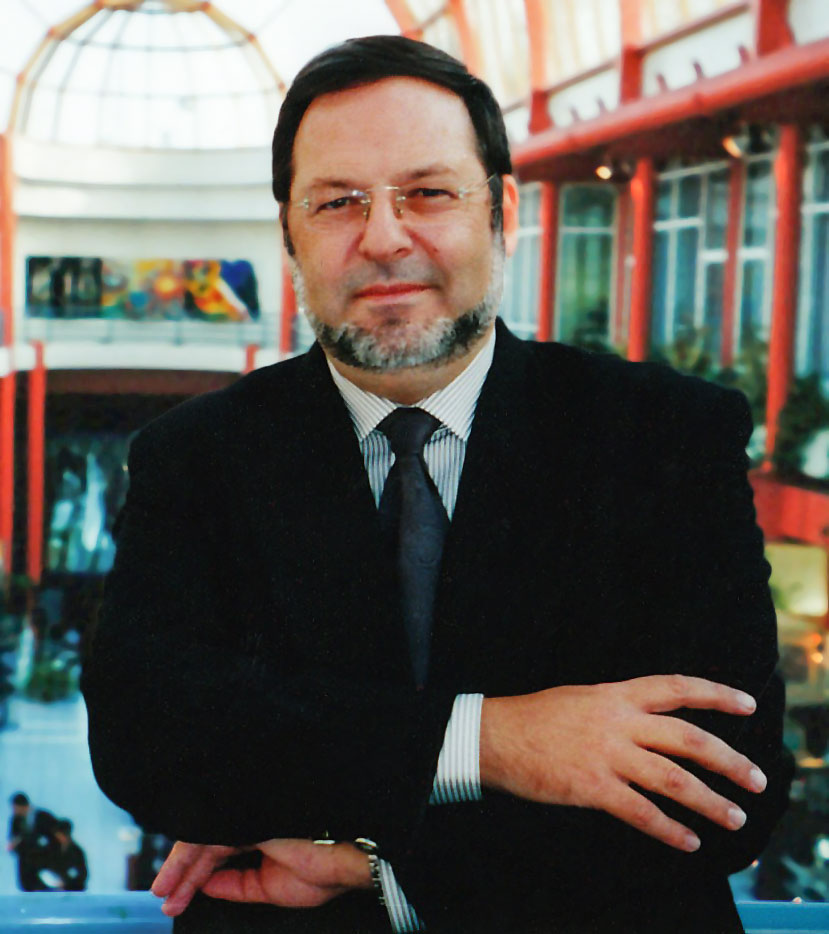
Marc Mortier CEO Flanders Expo 2002

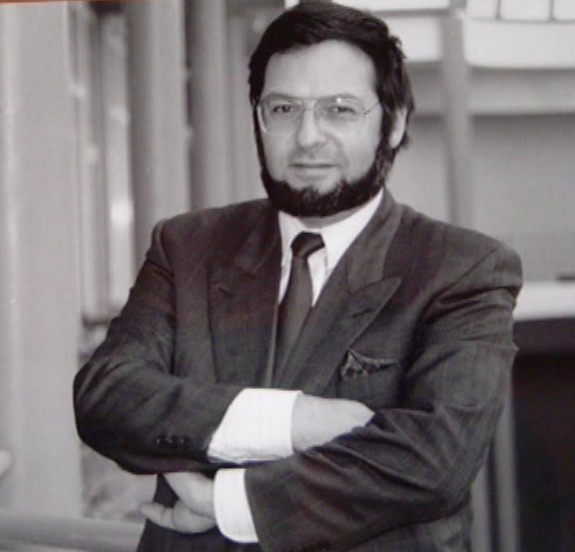
Marc Mortier CEO Flanders Expo 1986

Marc Mortier (Gent, 9 december 1948 – aldaar, 3 mei 2004) was gedelegeerd bestuurder van Flanders Expo. Hij stond aan de leiding van de Gentse beurshallen vanaf de oprichting in 1986 tot 2002.

## Opleiding
Mortier studeerde Latijn-Grieks aan het Sint-Barbaracollege en werd daarna licentiaat Toegepaste Economische Wetenschappen (TEW) aan de Universitaire Faculteiten Sint-Ignatius Antwerpen (UFSIA). Nadien behaalde hij een master in Business Administration (PUB) en een master in Business Administration Marketing & Distribution (SLM) aan de Vlerick Business School.

## Loopbaan
Mortier is vlak na zijn universitaire studies aan de slag gegaan als Associate Expert Economist bij de United Nations in Senegal (1972-1975). Bij zijn terugkeer in België in 1975 zette hij als Productmanager bij Santens NV te Oudenaarde zijn eerste stappen in de textielsector (1975-1978). Vervolgens werd hij Advertising Manager bij de Vlaamse Uitgeversmaatschappij (1978-1980).
In 1980 begaf hij zich terug in de textielsector en werd hij directeur van Textirama (1980-1986), een organisatie die werd opgericht om via diverse vakbeurzen de promotie te voeren van de Belgische textiel - en kledingsector. Door zijn ervaring in de beurswereld werd in april 1986 aan Mortier - toen 37 jaar - gevraagd om directeur-generaal te worden van een gloednieuw beurscomplex Flanders Expo dat ging gebouwd worden op het vliegveld van Sint-Denijs Westrem. Mortier was directeur-generaal van Flanders Expo van bij de oprichting in 1986 tot in 2000, wanneer hij gedelegeerd bestuurder werd. Hij nam in 2002 ontslag uit deze functie. De raad van bestuur heeft toen zijn waardering uitgesproken. Na zijn ontslag was hij nog actief als adviseur van diverse CEO's, onder meer van Eandis (toen Gedis) en de Grenslandhallen - Ethias Arena in Hasselt. Hij was daarnaast ook lid van de raad van bestuur van Voetbalmagazine, Topsporthal Vlaanderen, Koning Boudewijn Stichting, De Internationale Jaarbeurs van Vlaanderen, Festival van Vlaanderen, International Club of Flanders, Internationaal Trefpunt Vlaanderen, Sint-Barbaracollege en van de Rotary Club. Hij was tevens voorzitter van de Vlaamse Management Associatie Oost- en West-Vlaanderen (VMA) en voorzitter van Febelux (Beroepsfederatie beursorganisatoren België en Luxemburg)
Mortier was actief lid van de raad van bestuur van AA Gent (1988 – 2004). Na de degradatie in 1988 werd onder impuls van Mortier na overleg ,waar ook premier Wilfried Martens aanwezig was, Foot Invest opgericht om ‘de club weer op de rails te krijgen’. Marc Mortier verzamelde toen 40 miljoen Belgische frank aan sponsoring. Het is ook Mortier die VDK Spaarbank en Sidmar als hoofdsponsors heeft binnengehaald.
Mortier is overleden op 3 mei 2004. Hij kreeg een hartinfarct. Vlak nadien werd een herseninfarct hem in het ziekenhuis fataal. Hij was 55 en liet een vrouw en drie kinderen na.